# Ogiński (Adelsgeschlecht)

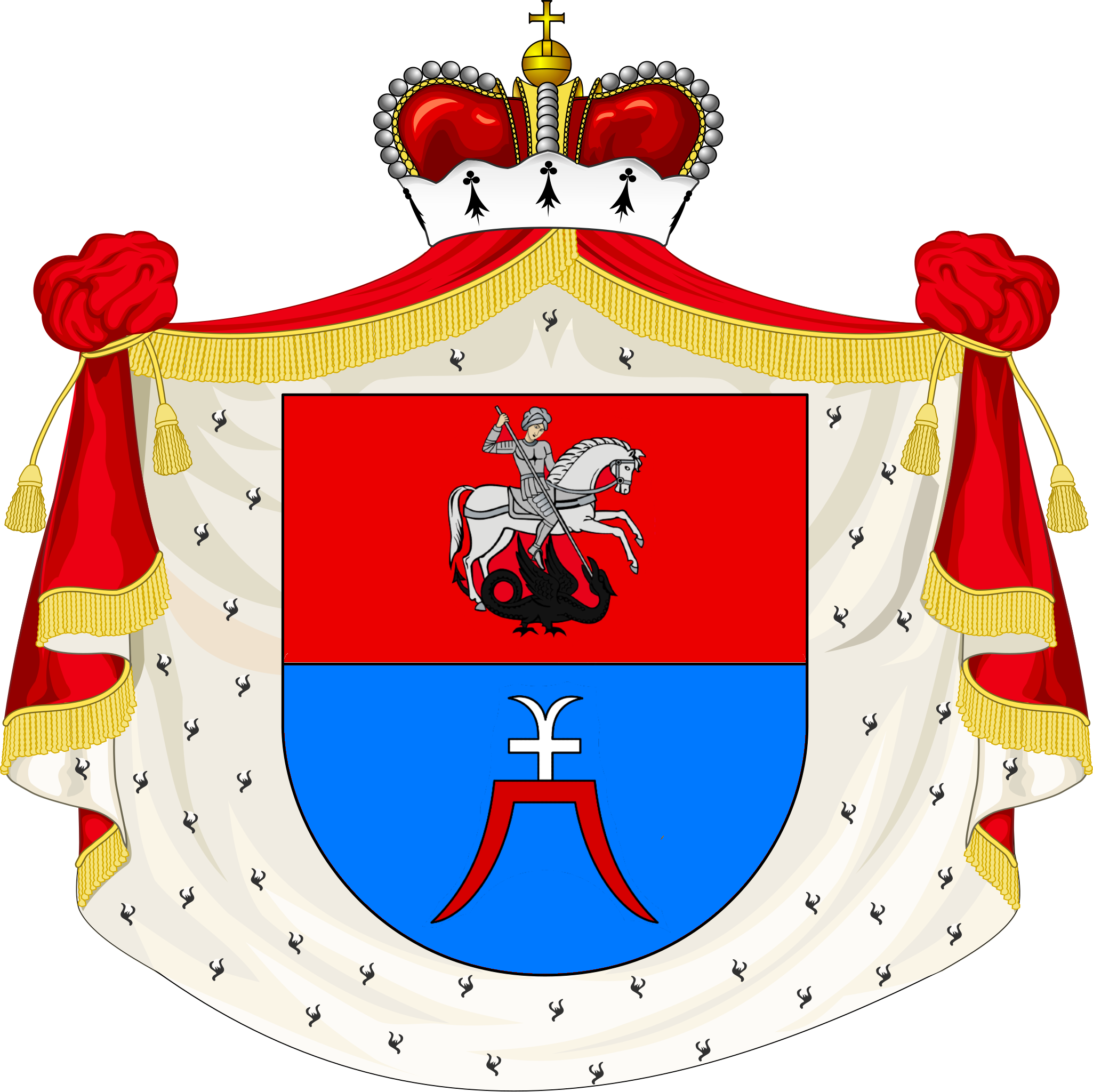
Wappen

Ogiński (litauisch Oginskiai) ist ein polnisch-litauisches Adelsgeschlecht.

## Geschichte
Die Ogińskis gehörten möglicherweise zu den Rurikiden und waren verwandt mit den Fürsten von Tschernihiw. Sie stammen aus der Region Smolensk. Im 14. Jahrhundert kamen sie ins Großfürstentum Litauen, zu dessen bedeutendsten Geschlechtern sie aufstiegen, obwohl sie lange am orthodoxen Glauben festhielten. 1486 erhielt  Dmitry Hlushonok († 1510) von Großfürst Alexander den Besitz Uogintai (in der Rajongemeinde Kaišiadorys, Litauen), nach dem er sich auf Polnisch Ogiński nannte. 1711 erwarben sie die Stadt Maladsetschna, wo sie ein Schloss errichteten. Die Familie führte langwierige Streitigkeiten mit dem Hause Sapieha, aus denen Karl XII. von Schweden Vorteile zog. Nach der ersten Teilung Polen-Litauens erhob Kaiser Joseph II. die Familie 1783 in den Reichsfürstenstand.

## Namensträger
Namhafte Vertreter des Geschlechts waren:
- Andrzej Ignacy Ogiński (1740–1787), polnischer Politiker, Militär, Diplomat und Schriftsteller
- Grzegorz Antoni Ogiński (1654–1709), Großhetman von Litauen
- Michał Kazimierz Ogiński (1731–1799), Großhetman von Litauen
- Michał Kleofas Ogiński (1765–1833), Neffe des Vorigen, Komponist, Politiker und Diplomat

## Galerie

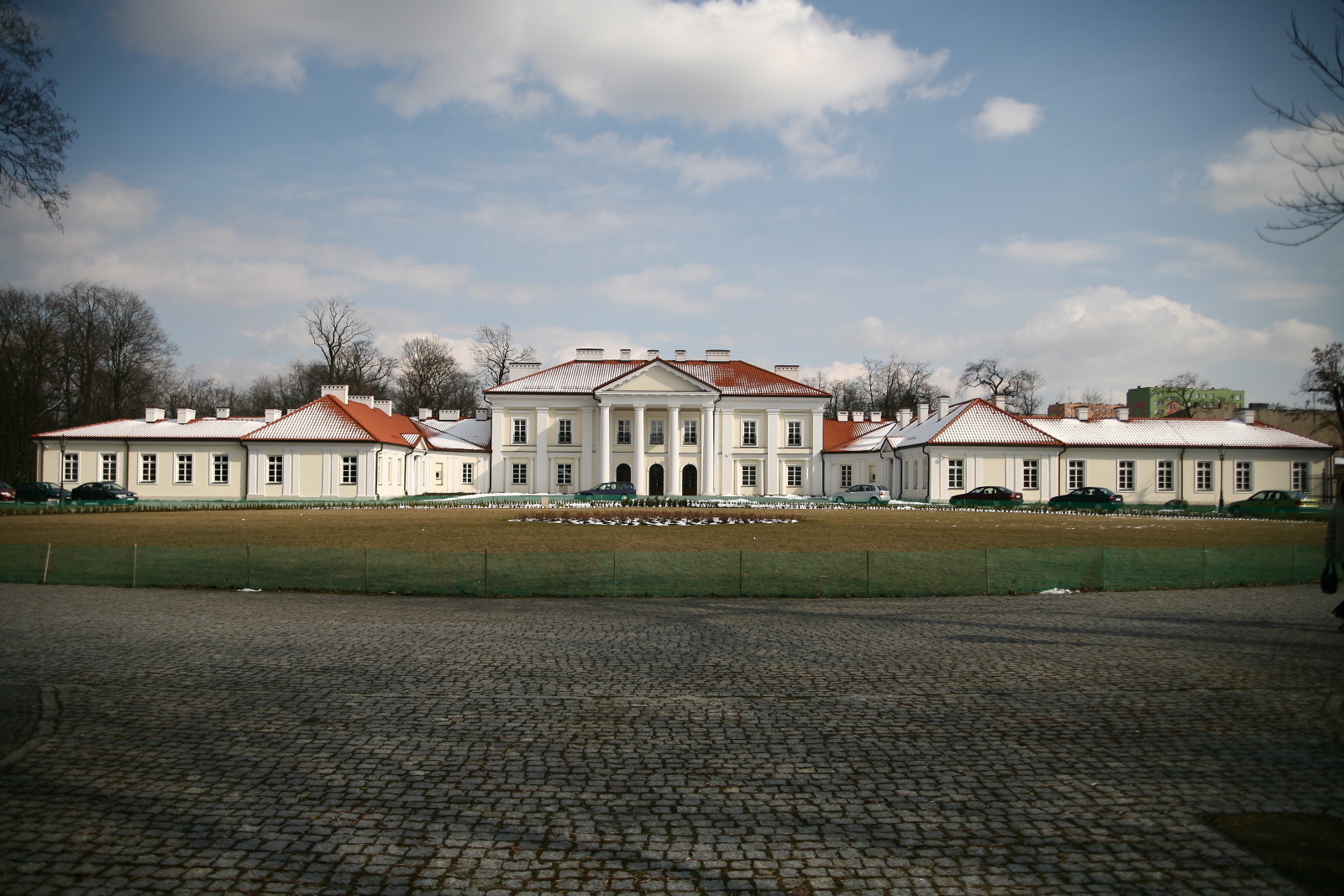
Schloss Siedlce
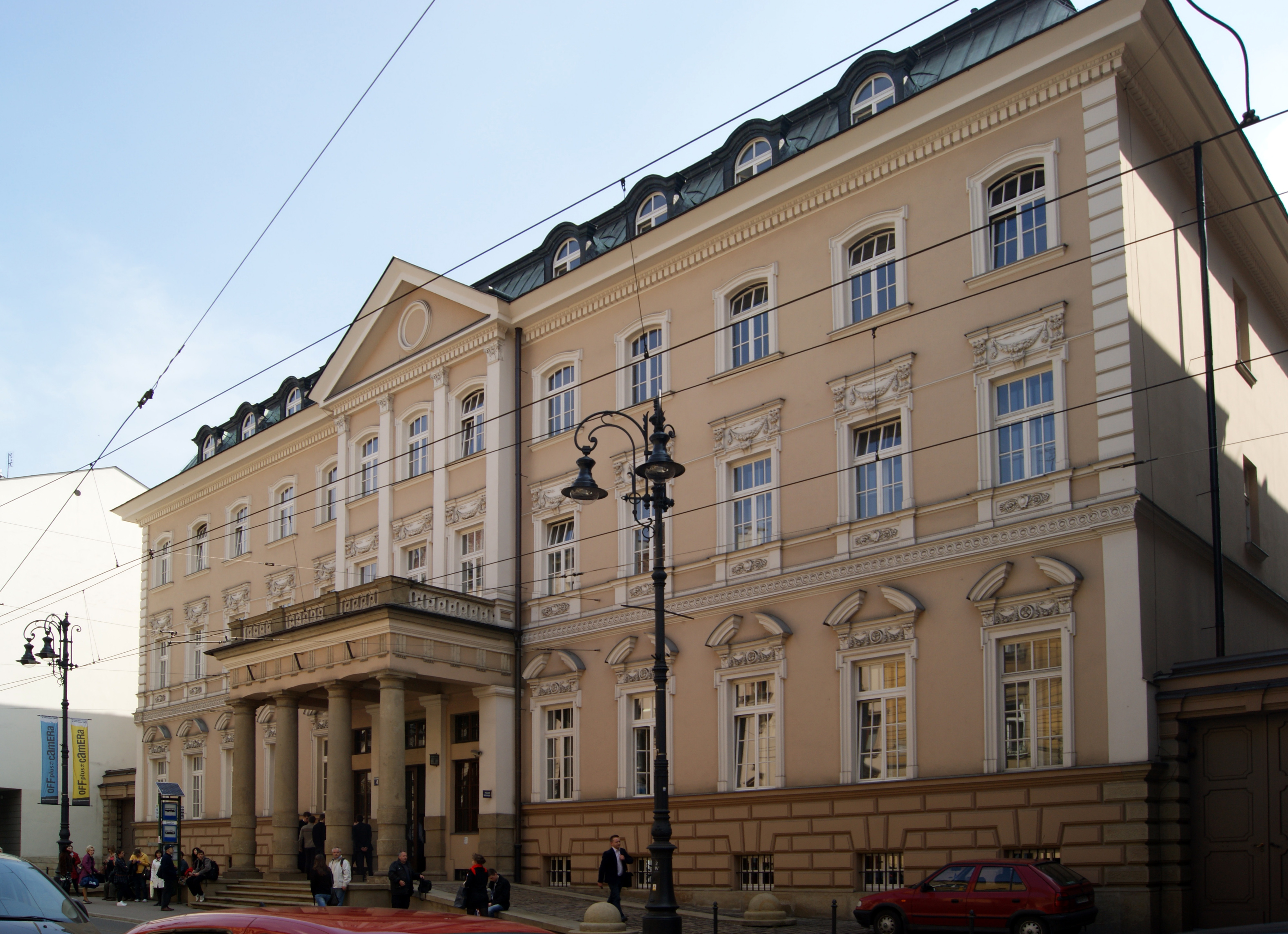
Ogiński-Palast in Krakau
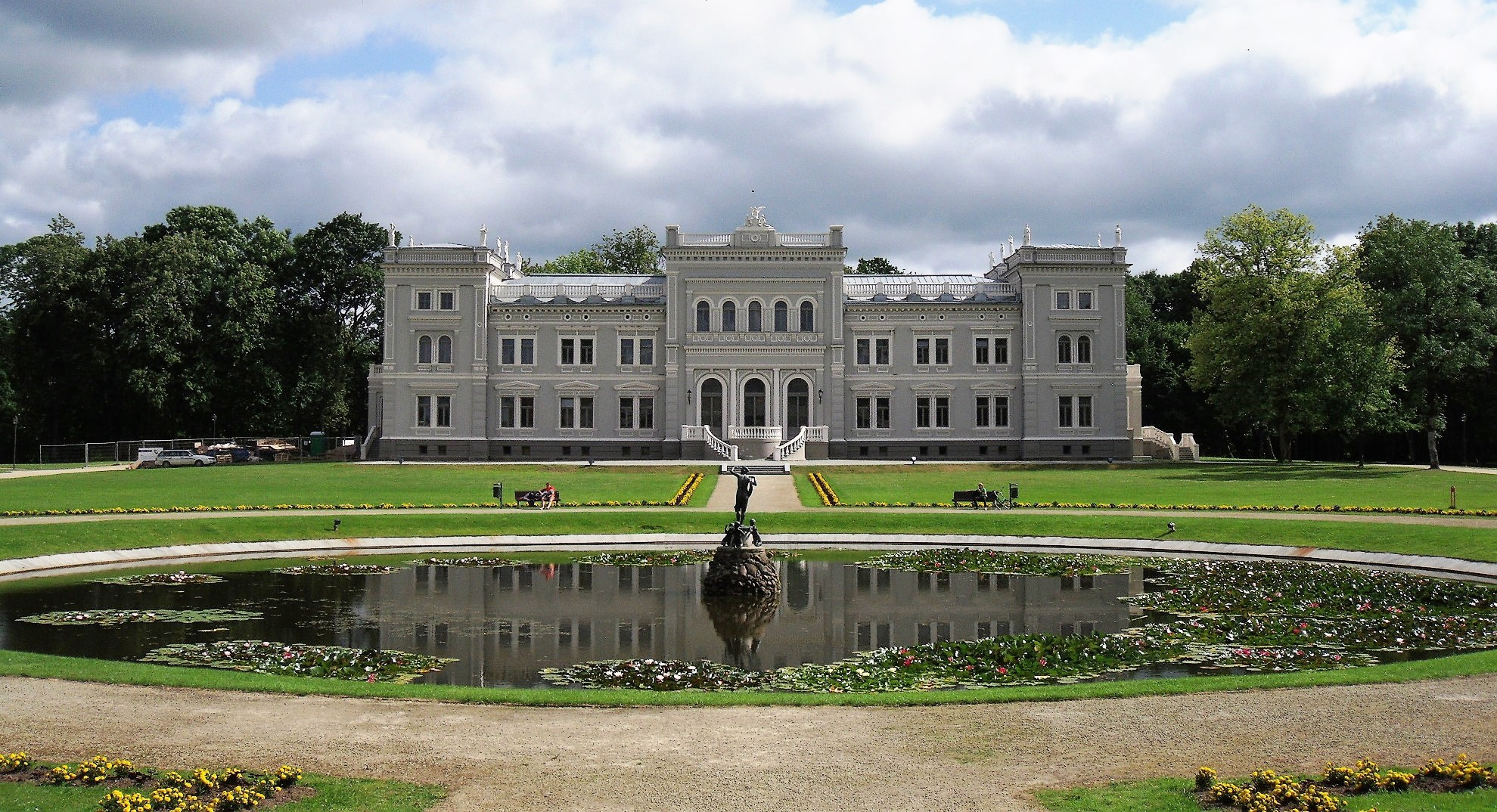
Schloss Plungė
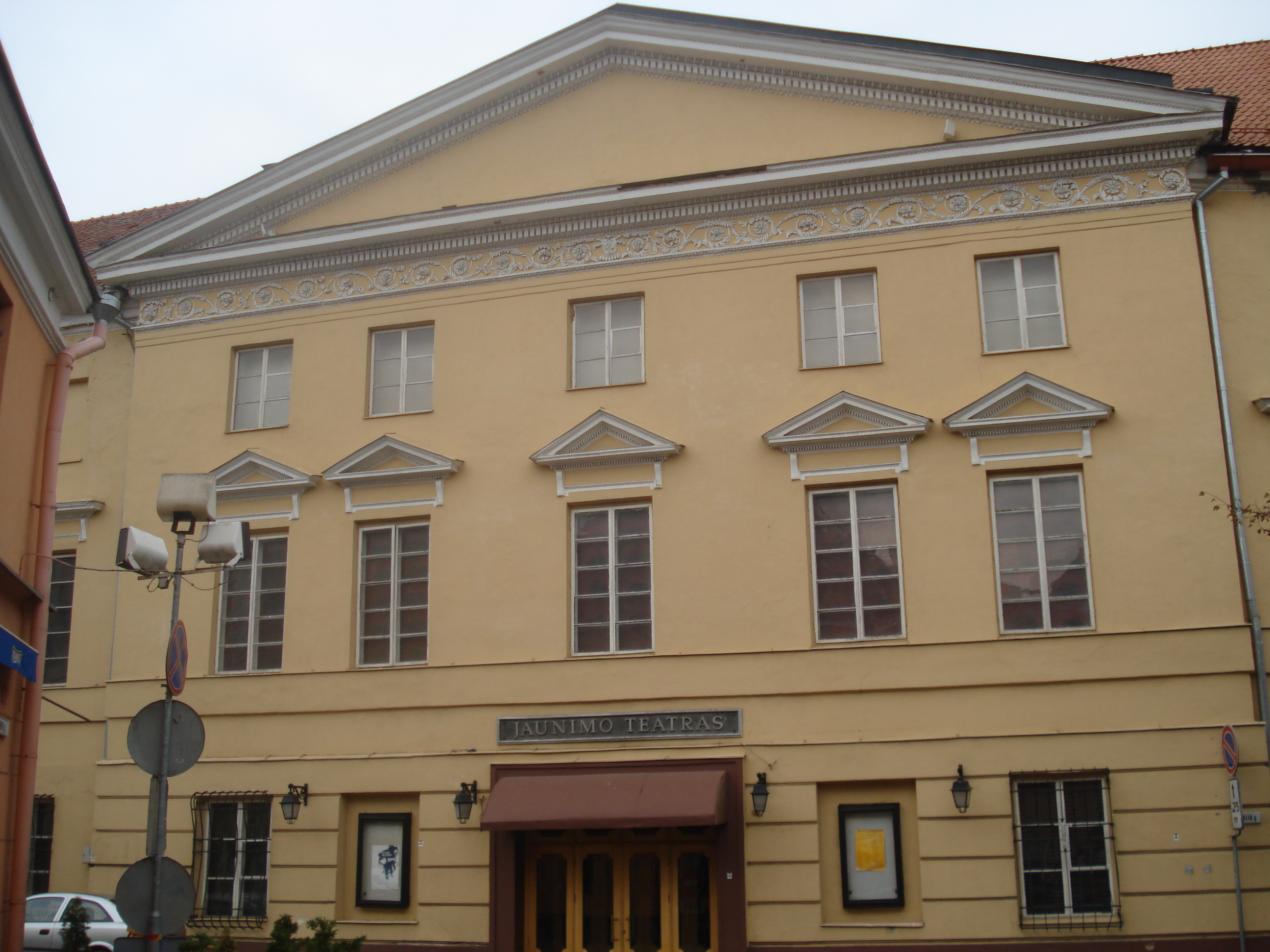
Ogiński-Palast in Vilnius